# Трубников, Александр Александрович
Алекса́ндр Алекса́ндрович Тру́бников (1882, Санкт-Петербург — 1966, Париж) — русский историк искусства, искусствовед и литературный критик, журналист, переводчик, общественный деятель, автор книги «Моя Италия» (СПб., 1908).

## Биография
Родился в Санкт-Петербурге 7 (19) ноября 1882 года в семье чиновником особых поручений при Министре внутренних дел Александра Николаевича Трубникова.
В 1904 году окончил Императорское училище правоведения (65-й выпуск); был выпущен с чином X класса и записан на службу в Министерство юстиции. Путешествовал во Франции, Италии и Германии с целью изучения музеев.
По возвращении в Россию, в 1910 году был причислен к императорскому Эрмитажу и назначен хранителем императорских дворцов. Сотрудничал в журналах «Старые годы» (один из его основателей), «Аполлон». Писал также под псевдонимами Лионель, Андрей Трофимов. Друг С. К. Маковского. Входил в кружок при журнале «Аполлон».
В 1900-е посещал салон на квартире Л. Н. Вилькиной и Н. М. Минского в Санкт-Петербурге. В 1908 году издал книгу «Моя Италия» в типографии «Сириус» в Санкт-Петербурге.
В 1916 году служил в отделении драгоценностей и галерее фарфора и серебра Эрмитажа; готовил документацию к международной конференции 1917 года. Совладелец типографии «Сириус» в Санкт-Петербурге.
В 1917 году входил в совет комиссии по делам искусства. Накануне революции назначен в русское посольство в Рим.
После национализации римского посольства советской властью эмигрировал во Францию. Принимал участие в организации выставок, в том числе русского отдела на брюссельской выставке, приуроченной к открытию Дворца искусств.
С 1921 году занимался литературной работой, переводил на французский язык произведения Н. В. Гоголя и А. П. Чехова. Читал лекции в Лувре. Первое издание книги мемуаров Трубникова было выпущено в Париже в 1935 г. на французском языке
Сотрудничал в эмигрантской периодике, в том числе в газете «Русская мысль», где в январе 1959 года опубликовал свои воспоминания «Как я стал татарином». Член Общества юристов-правоведов в Париже, входил в Комитет кассы правоведов. Член Союза русских дворян, кандидат в члены совета союза в 1949 году. Член Общества любителей русской военной старины.
С 18 мая 1952 года — член юбилейного комитета по празднованию 250-летия Санкт-Петербурга, созданного Обществом любителей русской военной старины. Искатель художественных произведений, занимался антиквариатом. Коллекционер. Участвовал в деятельности Общества охранения русских культурных ценностей, выступал на собраниях общества. Советник по фламандской живописи, передал в дар музею Лувра полотна старых мастеров.
В 1961 году был посвящён в масонство в русской парижской ложе «Юпитер» № 536 Великой ложи Франции.
Занимался разбором архива княгини З. А. Волконской. За исследования «Au jardin des muses françaises» («В саду французских муз») (Париж, 1947) и книгу «Du Musée Impérial au Marché aux Puces» («От Императорского музея к Блошиному рынку») (Париж, 1936; в переводе на русский язык — М., 1999) удостоен приза Французской академии. Опубликовал книги «Ciels et décors de France» («Своды и декоры Франции») (Париж,1938), «Poètes français avant Ronsard» («Французские поэты до Ронсара») (Париж, 1950), «Rimailleurs et poétereaux» («Рифмотворцы и стихографы») (Париж, 1951), «La princesse Zénaïde Wolkonsky» («Княгиня Зинаида Волконская») (Рим, 1966) и др.
Умер после продолжительной болезни 21 декабря 1966 года. Похоронен на кладбище Триво в Медоне (Франция).

## Произведения
- Трубников А. А. Помнишь бывало… — СПб., 1906.
- Трубников А. А. Моя Италия: Наброски переживаний. — СПб.: тип. «Сириус», 1908. — 100 с.
- Трубников А. А. От императорского музея к Блошиному рынку. Пер. с французского. — М. : Наше наследие, 1999.